# Пиер Терай, сеньор дьо Баяр
Пиер Терай дьо Баяр (на френски Pierre Terrail, seigneur de Bayard) (1473 или 1476 – 30 април 1524) е легендарен френски рицар. Заради героизма си в редица битки той става известен с прозвището „най-безстрашният и безукорен рицар“ (le chevalier sans peur et sans reproche). Действително, неговата галантност и джентълменско поведение го превръщат в идеал за рицарските добродетели.

## Произход и ранни години
Пиер Терай е наследник на стар, но не особено влиятелен аристократичен род от южната френска провинция Дофине. Предците му са известни до ХІІІ в. назад и всички са били рицари, били се и загинали за френската корона. Роден е в Шато Баяр през 70-те години на ХV в. – за точната година има спорове. Още като момче става паж на савойския херцог Карло І и му служи вярно до смъртта му през 1490. После е паж на Луи дьо Люксамбур, сеньор на Лини. Именно там качествата на Баяр правят впечатление на околните и той е възприеман като съвършен рицар. Той е учтив, благороден и изключително силен. Печели всеки турнир, в който участва.

## Начало на бойната кариера
Военната служба към френската корона започва през 1494 г., когато Шарл VІІІ организира нахлуването в Италия, с което започват Италианските войни. Французите бързо и без да срещнат особена съпротива минават през целия Апенински полуостров и превземат Неапол. Това събужда недоволството на папата и малките италиански държави, които се съюзяват срещу опасността. Шарл и армията му отстъпват към родината си, но при Форново са пресрещнати от съюзниците. В тази битка Баяр за първи път показва безмерната си храброст, сам пленява вражеско знаме и за награда кралят го посвещава в рицарско звание. Противниците му също са впечатлени – по-късно миланският херцог Лодовико Моро го пленява, но от уважение го пуска да си ходи без да иска откуп.

## Баяр става легенда
През 1499 г., вече през Втората италианска война, Баяр придружава новия френски крал Луи ХІІ към Неапол. Отново показва безстрашието си – през 1502 г. сериозно е ранен, но въпреки болката продължава да върви с армията. В края на 1503 г., в известната битка при Гариляно, той спасява сънародниците си, преследвани от испанската армия. Сам остава на един мост и го отбранява повече от час, докато те се измъкват. При това не загива, а се присъединява към тях. В следващите векове тази случка се превръща в легенда. Художникът Анри Филипото я разкрива в прекрасно платно, пазено сега във Версай. Самият папа Юлий ІІ опитва да привлече Баяр на служба, но получава отказ.
От 1508 г. Баяр отново воюва в Италия с Луи ХІІ и великия пълководец Гастон дьо Фоа – обсаждат Генуа и Павия, бият се при Равена (април 1512). В тази битка, макар и тежко ранен по-рано, той отказва да стои настрани и се включва в решаващата част. В края на боя Гастон дьо Фоа е убит – тежък удар за Баяр, който месеци след това е в траур. И отново е пленен при Гингат през август 1513, този път от англичаните. И сега славата му осигурява освобождение без условия. През 1515 г. придружава Франсоа І – поредния френски крал – в Италия. Бие се така смело при Мариняно, че след победата кралят приема тъкмо от него посвещението си в рицарски сан.
Нов славен момент за безстрашния рицар настъпва през 1521 г., когато германска армия напада източна Франция. Тя обсажда крепостта Мезиер, където Баяр се е затворил със 100 защитници. Въпреки огромното неравенство на силите и тежката артилерийска бомбардировка, крепостта удържа достатъчно дълго, за да пристигне Франсоа с главните сили и да я освободи. За този героизъм Баяр получава ордена Сен Мишел.
Умира край Сезия в северна Италия в битка с имперски войници. Един изстрел с аркебуз се оказва фатален. Щом разбират кой е загиналият, те се отнасят с голямо уважение кам тялото му и го изпращат в Гренобъл за погребение.

## Почит
Първите романтични разкази за живота на Баяр се появяват още през 1525 и 1527 г., когато след поражението при Павия и пленяването на Франсоа І „нацията има нужда от примери, за да повярва отново в своята сила“. В средата на ХХ в. Самюел Шелабарже написва три романа, в които Баяр е главен герой. Още няколко автори (включително не френски) са описвали живота му.
На Баяр са посветени поне осем статуи във Франция – в Шарлевил-Мезиер, Гренобъл, Понтшара, Сен Дени. Когато създава автомобилна компания в Мезиер, предприемачът Адолф Клеман я нарича Клеман-Баяр, в чест на героя. Той е изобразен и на емблемата на автомобилите.